# Saint-Just, Cantal
Saint-Just är en kommun i departementet Cantal i regionen Auvergne-Rhône-Alpes i mitten av Frankrike. Kommunen ligger  i kantonen Ruynes-en-Margeride som ligger i arrondissementet Saint-Flour. År 2018 hade Saint-Just 190 invånare.

## Befolkningsutveckling
Antalet invånare i kommunen Saint-Just
Referens:INSEE